# ルドルフ・アイスラー
ルドルフ・アイスラー（1873年1月7日ウィーン生、1926年12月13日ウィーン没）は、オーストリアの哲学者である。作曲家ハンス・アイスラー、政治家ゲルハルト・アイスラー（de:Gerhart Eisler）およびルート・フィッシャーの父である。

## 生涯
ルドルフ・アイスラーは、成功した織物商であったフェルディナンド・アイスラーの息子である。一家は、毎年一時期をパリのサンジェルマン大通りの瀟洒な住居で過ごしており、一家の親仏的立場から、ルドルフ・アイスラーも元はRudolfでなく、仏語綴りのRudolpheと名乗っていた。彼の長兄ガストンが父の職業を次ぎ、次兄は成功した弁護士となった。
アイスラー家の資産によって、ルドルフはライプツィヒ、プラハ、ウィーンで哲学研究に没頭する事ができた。1894年には教授資格論文「現代に至るカントの先験論の形成—認識論史への寄与」を提出した。アイスラーの哲学的著作は、イマヌエル・カントとヴィルヘルム・ヴントから影響を受けている。いわゆる観念的実在論において、実在論と観念論の綜合を図っている。またヴントの心身並行説を支持した。
ライプツィヒでは、イーダ・マリーア・フィッシャー(1876-1929)と知り合い、1898年に結婚した。彼女はあるライプツィヒの肉食業者の娘であったが、複数の新聞で短い小説を書いており、ライプツィヒ大学での聴講が許されていた。1895年には既に長子であるエルフリーデ・ルート・フィッシャーが産まれていた。1897年と1898年にはゲルハルトとヨハネスが産まれた。1901年からは妻子とともにウィーン２区に住んだ。
アイスラーはユダヤ人の家系であり、さらに無神論者を公言して生きていたため、ウィーンでは大学教授となる機会は得られず、私講師として困難な生活を余儀なくされた。一族の事業も立ち行かなくなり、生涯、兄のアルマントの金銭的援助を受けた。
1907年には、アイスラーはローザ・マイレーダー、マックス・アードラー、ルドルフ・ゴットシャイト、ルード・ハルトマン、カール・レンナー、ヴィルヘルム・イェルーザレム、ヨーゼフ・レードリッヒおよびミヒャエル・ハイニシュと共に社会学協会を創設した。さらに『哲学社会学年報』(Philosophisch-soziologischen Jahrbücher)を発行し、また『学術的国民叢書』(Wissenschaftlichen Volksbibliothek)の編集者として活動した。
単独著作としての主著は、カール・ローレッツによって増補された三巻本の『哲学概念・表現辞典』(Wörterbuch der philosophischen Begriffe und Ausdrücke )（初版1899年、第四版1927-1930年）である。これを基に、12巻本の辞典がヨアヒム・リッターによって構想され、Historisches Wörterbuch der Philosophieとして1971年から2005年に刊行されている。
アイスラーはこの主著の補足として1912年に『哲学者事典』(Philosophen-Lexikon)を、1913年に『哲学小事典』(Handwörterbuch der Philosophie)を発表している。1930年には遺作として、『カント辞典』(Kant-Lexikon. Nachschlagewerk zu Kants sämtlichen Schriften, Briefen und handschriftlichem Nachlaß)が出版された。